# Martí Miret i Queraltó
Martí Miret i Queraltó (la Granada, 13 de novembre de 1846 — Barcelona, 15 d'abril de 1896) va ser un militar carlí.
Després d'abandonar la carrera eclesiàstica el 1872, en iniciar-se la Tercera Guerra Carlina, va prendre partit pel pretendent carlí i inicià una brillant trajectòria militar que el portà finalment a ser ascendit a general de divisió, cap de la Divisió de Barcelona de l'exèrcit carlí del Principat i intervenint en més de 20 accions militars.
Participà en la majoria d'accions del capitost Savalls, algunes d'elles de gran crueltat, com l'assalt de la vila de Cardedeu el 6 de novembre del 1873, que acabà amb l'afusellament de 19 presoners.
Un cop acabada la guerra, es traslladà a França. Posteriorment, l'exèrcit espanyol li oferí el càrrec de coronel del grup de Voluntaris Catalans a la Guerra Chiquita i li fou reconegut el grau de brigadier. El 1880, ja acabada la insurrecció, s'integrà en la reserva militar i el 1888 retornà a Catalunya i es retirà a Vic, on el mes de gener del 1874 havia pres part en la presa de la ciutat a les ordres de Tristany.
El 1890 fundà, amb un altre soci, la primera fàbrica de sucre de Catalunya tot aprofitant la seva experiència adquirida a Cuba, però fou de vida efímera i hagué de tancar el 1894.